# 30 يونيو
- السبت
- الأحد
- الاثنين
- الثلاثاء
- الأربعاء
- الخميس
- الجمعة

- 314 ذو الحجة 1446  هـ
- 15 ذو الحجة 1446  هـ
- 26 ذو الحجة 1446  هـ
- 37 ذو الحجة 1446  هـ
- 48 ذو الحجة 1446  هـ
- 59 ذو الحجة 1446  هـ
- 610 ذو الحجة 1446  هـ
- 711 ذو الحجة 1446  هـ
- 812 ذو الحجة 1446  هـ
- 913 ذو الحجة 1446  هـ
- 1014 ذو الحجة 1446  هـ
- 1115 ذو الحجة 1446  هـ
- 1216 ذو الحجة 1446  هـ
- 1317 ذو الحجة 1446  هـ
- 1418 ذو الحجة 1446  هـ
- 1519 ذو الحجة 1446  هـ
- 1620 ذو الحجة 1446  هـ
- 1721 ذو الحجة 1446  هـ
- 1822 ذو الحجة 1446  هـ
- 1923 ذو الحجة 1446  هـ
- 2024 ذو الحجة 1446  هـ
- 2125 ذو الحجة 1446  هـ
- 2226 ذو الحجة 1446  هـ
- 2327 ذو الحجة 1446  هـ
- 2428 ذو الحجة 1446  هـ
- 2529 ذو الحجة 1446  هـ
- 261 محرم 1447  هـ
- 272 محرم 1447  هـ
- 283 محرم 1447  هـ
- 294 محرم 1447  هـ
- 305 محرم 1447  هـ
- 16 محرم 1447  هـ
- 27 محرم 1447  هـ
- 38 محرم 1447  هـ
- 49 محرم 1447  هـ

30 يونيو أو 30 حُزيران أو 30 يونيه أو يوم 30 \ 6 (اليوم الثلاثون من الشهر السادس) هو اليوم الحادي والثمانون بعد المئة (181) من السنوات البسيطة، أو اليوم الثاني والثمانون بعد المئة (182) من السنوات الكبيسة وفقًا للتقويم الميلادي الغربي (الغريغوري). يبقى بعده 184 يوما لانتهاء السنة.

## أحداث
- 713 - سقوط ماردة في أيدي المسلمين بقيادة موسى بن نصير بعد سنة من حصارها.
- 1815 - الولايات المتحدة توقع المعاهدة مع الجزائر.
- 1908 - وقوع انفجار تونغوسكا في سيبيريا بروسيا.
- 1920 - اندلاع ثورة العشرين في العراق.
- 1925 - السلطات التركية تعدم الثائر الكردي الشيخ سعيد بيران مع 46 من رفاقه في أعقاب ثورته.
- 1946 - تصدير أول شحنة نفط كويتية.
- 1960 - استقلال الكونغو كينشاسا عن بلجيكا.
- 1980 - مجلس الأمن يبطل قرار إسرائيل بضم القدس.
- 1989 - الجبهة الإسلامية القومية في السودان تنقلب على النظام الديمقراطي التعددي.
- 1991 - إلغاء سياسة التفرقة العنصرية في جنوب إفريقيا.
- 1997 - صدور رواية هاري بوتر وحجر الفيلسوف للكاتبة جوان رولينغ موراي.
- 2002 - منتخب البرازيل لكرة القدم يحرز لقب كأس العالم للمرة الخامسة في تاريخه بعد إنتصاره على المنتخب الألماني بهدفين للا شيء في النسخة السابعة عشر من بطولة كأس العالم المقامة في كوريا الجنوبية واليابان.
- 2004 - السلطات العراقية تتسلم الرئيس العراقي السابق صدام حسين من السلطات الأمريكية مع 11 معتقلا من طاقم حكمه السابق.
- 2009 -
  - القوات الأمريكية تنسحب من المدن العراقية بعد 6 سنوات من غزوها وذلك بعد إتمامها لعملية تسليم المسؤولية الأمنية فيها للجيش والشرطة العراقية وذلك تنفيذًا لبنود الاتفاقية الأمنية الموقعة بينهما.
  - سقوط طائرة ركاب إيرباص يمنية في المحيط الهندي قبالة جزر القمر وتحطمها وعلى متنها 153 شخص.
- 2010 - كريستيان فولف مرشح تحالف المستشارة الألمانية أنغيلا ميركل يفوز بمنصب الرئيس بعد ثلاث جولات انتخابية.
- 2012 - الرئيس المصري المنتخب محمد مرسي يؤدي اليمين الدستورية أمام المحكمة الدستورية العليا ويتسلم رسميًا مهامه الرئاسية من المجلس الأعلى للقوات المسلحة الذي تولى إدارة البلاد منذ تنحي الرئيس السابق محمد حسني مبارك عن الحكم في 11 فبراير 2011.
- 2013 - مظاهرات في ميدان التحرير ومحيط قصر الإتحادية بمصر للمطالبة برحيل الرئيس المصري المنتخب محمد مرسي، ومظاهرات أخرى مؤيدة له في ميداني رابعة العدوية ونهضة مصر.
- 2014 -
  - السُلطات الإسرائيليَّة تعثر على جُثث المُستوطنين الثلاثة الذين اختفوا في جنوب الضفة الغربية، بعد 18 يومًا من اختفائهم.
  - البنك الفرنسي بي إن بي باريبا يُغرَّم بمبلغ قدره 8.97 مليار دولار أمريكي لانتهاكه الحظر الأمريكي ضد إيران والسودان وكوبا.
- 2015 -
  - الهيئة الدولية لدوران الأرض والنظم المرجعية تقرر إضافة الثانية الكبيسة لنهاية 30 يونيو 2015.
  - تحطم طائرة هركليز سي-130 تابعة للقوات الجوية الإندونيسية بعد إقلاعها بدقائق من ميدان في مقاطعة سومطرة الشمالية.
- 2020 - البرلمان الصيني يُقّر قانون الأمن الوطني في هونغ كونغ، متجاوزًا مجلسها التشريعي، ومظاهرات تجتاح شوارع الأخيرة في اليوم الموالي (1 يوليو 2020) رفضًا للقانون.
- 2024 - المنتخب النيوزيلندي لكرة القدم يتوج بلقب كأس أمم أوقيانوسيا للمرة السادسة في تاريخه بعد فوزه في النهائي على نظيره الفانواتي بنتيجة 3–0.

## مواليد
- 1470 - شارل الثامن، ملك فرنسا.
- 1503 - يوهان فريدرش، ناخب ساكسونيا ورئيس الاتحاد الشمالكالدي.
- 1871 - محمد توفيق نسيم باشا، رئيس وزراء مصر.
- 1911 - تشيسلاف ميلوش، شاعر بولندي حاصل على جائزة نوبل في الأدب عام 1980.
- 1917 - لينا هورن، ممثلة أمريكية.
- 1926 - بول برغ، عالم كيمياء حيوية أمريكي حاصل على جائزة نوبل في الكيمياء عام 1980.
- 1940 - آسيا جبار، كاتبة جزائرية.
- 1947 - خيري بشارة، مخرج مصري.
- 1954 - سيرج سركسيان، رئيس أرمينيا.
- 1955 - سوسن شكري، ممثلة عراقية.
- 1965 - غاري باليستر، لاعب كرة قدم إنجليزي.
- 1966 - مايك تايسون، ملاكم أمريكي.
- 1970 - أنطونيو تشيمينتي، حارس مرمى كرة قدم إيطالي.
- 1971 - مونيكا بوتر، ممثلة أمريكية.
- 1973 - فرانك روست، حارس مرمى كرة قدم ألماني.
- 1975 -
  - رامي شعبان، لاعب كرة قدم سويدي.
  - جايمس باناتين، لاعب كرة قدم نيوزيلندي.
- 1977 - خوستو فيلار، حارس مرمى كرة قدم باراغواياني.
- 1980 - سيي جورج أولوفينجانا، لاعب كرة قدم نيجيري.
- 1985 - مايكل فيلبس، سباح أمريكي.
- 1986 - نيكولا بوزي، لاعب كرة قدم إيطالي.
- 1988 - جاك داغلس، يوتيوبي أمريكي.

## وفيات
- 1919 - جون وليم ريليه، عالم فيزياء إنجليزي حاصل على جائزة نوبل في الفيزياء عام 1904.
- 1934 - كورت فون شلايشر، مستشار ألمانيا.
- 1950 - حسين عرب باغي، فقيه شيعي وكاتب ديني إيراني.
- 1967 - شكري القوتلي، رئيس جمهورية سوري.
- 1970 - محمد عبد الحليم عبد الله، كاتب مصري.
- 1973 - ليلى حمدي، ممثلة مصرية.
- 1974 - نجيب حرب، صحفي وسياسي سوري لبناني.
- 1986 - نبيلة السيد، ممثلة مصرية.
- 2010 - نظيم شعراوي، ممثل مصري.
- 2012 - إسحاق شامير، رئيس وزراء إسرائيل.
- 2014 - حسن توفيق، شاعر مصري.
- 2015 - محمد الرشود، منتج وكاتب مسرحي كويتي.
- 2018 - فؤاد سزكين، باحث ومؤرخ تركي ألماني.

## أعياد ومناسبات
- عيد الاستقلال في جمهورية الكونغو الديمقراطية.
- يوم السيادة الوطنية في العراق.
- يوم الكويكبات.

## وصلات خارجية
- وكالة الأنباء القطريَّة: حدث في مثل هذا اليوم.
- النيويورك تايمز: حدث في مثل هذا اليوم.
- BBC: حدث في مثل هذا اليوم.